# 800 balas
800 balas è un film del 2002 diretto da Álex de la Iglesia.